# Bérenger de La Tour d’Albenas
Bérenger de La Tour d’Albenas (* um 1515 in Aubenas; † nach 1559) war ein französischer Dichter.

## Leben und Werk
Bérenger de La Tour stammte aus Aubenas. Der ihm vielfach zugeschriebene Vorname François wurde von Guillaume de Sauza überzeugend zurückgewiesen. La Tour studierte Rechtswissenschaft in Toulouse und Bordeaux und hatte Kontakt zu den Dichtern seiner Zeit. Er veröffentlichte seine Dichtung anfänglich in Toulouse, vor allem aber von 1551 bis 1558 in Lyon.

## Werke
- Chant élégiaque de la République sur la mort de... Françoys premier... roy de France. Toulouse 1547.
- Le siècle d’or et autres vers divers. J. de Tournes und G. Gazeau, Lyon 1551, 1601.
- Choreïde. Autrement, louange du bal aux dames. Jean de Tournes, Lyon 1556. (darin auch der Blason du miroir und die Naséide, das „Nasengedicht“, mit Widmung an Alcofribas Nasier, Pseudonym von François Rabelais)
- L’Amie des amies, imitation d’Arioste. Divisée en 4 livres. Granjon, Lyon 1558. (darin auch die Moschéide, Kampf der Fliegen und Ameisen)
- L’Amie rustique et autres vers divers. Granjon, Lyon 1558. Perlego, London 2006. Tredition, Hamburg 2012. (Schäferdichtung im Stil von Jacopo Sannazaro)
- Blason du miroir. Poème. Paris 1985.